# Успенська вулиця (Одеса)

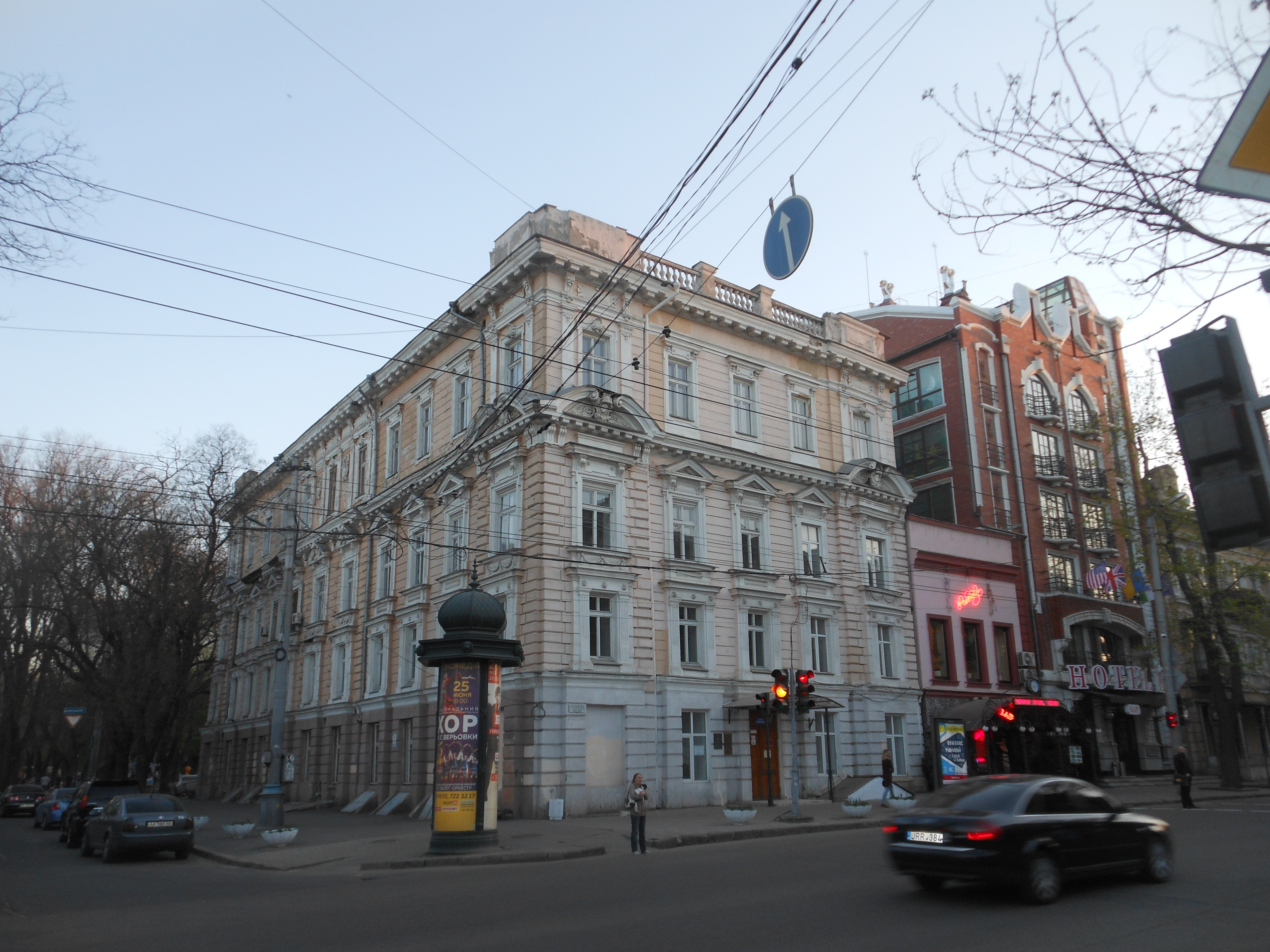
Будинок з крамницею Пташникових, Успенська, 91

Успенська вулиця — одна з вулиць Одеси, розташована в історичному центрі. Бере початок від бульвару Гетьмана Сагайдачного в районі парку Шевченка, і закінчується перетином із Тираспольською та Дігтярною вулицями.
Вулиця дістала свою сучасну назву ще у 1920 році. Свою назву дістала від Собору Успіння Богородиці. Ще у 1814 році на вул. Преображенській існувала маленька старообрядницька церква Успіння Богородиці, яку у 1840-х роках почали перебудовувати у великий храм. Від імені храму свої назви дістали провулок і вулиця, що проходили поруч. Однак у 1860-х роках у вулиці з'являється інша назва Михайлівська, яка присутня виключно у пресі і використовується скоріш неофіційно, оскільки офіційно Михайлівською тоді називалася інша вулиця — Маразліївська. Свою тодішню назву вона дістала від Свято-Михайлівського монастиря, який займав квартал на перетині сучасних вулиць Успенської і Маразліївської. Фактично назву Михайлівська використовували лише до ділянки Успенської, прилеглої до монастиря.
З приходом до влади більшовиків вулицю було названо на честь комуністичного дипломата — Чичеріна. Цю назву вулиця носила з 1923 року і до 1945. З приходом румунської влади вулицю було названо на честь румунського військового і державного діяча Антонеску. З поверненням комуністів, у 1945 році, було повернено і комуністичну назву — Чичеріна, яка і проіснувала до 1994 року. З набуттям Україною незалежності історичну назву вулиці було повернено.